# جولیان بریم
جولیان بریم (به انگلیسی: Julian Bream) متولد ۱۵ ژوئیه سال ۱۹۳۳ در لندن، درگذشت ۱۵ آگوست ۲۰۲۰؛ نوازندهٔ چیره‌دست گیتار کلاسیک اواخر قرن بیستم اهل انگلستان است.
او نقش مهمی در بهبود نواختن گیتار کلاسیک به عنوان یک ساز مورد توجه ایفا کرد.شهرت وی بیشتر بخاطر اشاعه آموزش گیتار و سریال تلویزیونی اوست (بنام Guitarra) که هنوز هم بینندگانی دارد.

## زندگی
بریم در لندن متولد شد و در محیطی بزرگ شد که با موسیقی از ابتدا آشنایی پیدا کرد. پدر وی یک نقاش چیره دست و آهنگساز بود.
مادر او اهل اسکاتلند بود ولی علاقه ای به موسیقی نداشت.
برین زندگی خود را با نواختن گیتار جاز پدرش در سن نوجوانی آغاز کرد. آموزش موسیقی را به‌طور خودآموز آغاز کرد. رئیس دانشگاه موسیقی جورجیا ادامه آموزش موسیقی را به او داد.
او از بچگی نبوغ اش بسیار قابل توجه بود. در سن ۱۲ سالگی بخاطر نواختن پیانو برنده جایزه نمایشگاه جوانان شد.
او توانست در دانشگاه سلطنتی موسیقی پیانو بیاموزد و در ۱۳ سالگی قطعه ای برای گیتار ساخت و در سال ۱۹۵۱ در سالن Wigmore برنامه اجرا کرد.
اولین تور اروپایی خود را در سال‌های ۱۹۵۴ و ۱۹۵۵ انجام داد و در سالهای ۱۹۵۸ این فعالیت‌ها را در خاور دور، هند، استرالیا و نقاط دیگر جهان ادامه داد.
در سال ۱۹۵۹ اولین تکنوازی خود را در بوستون در کنسرتی اجرا کرد.

## افتخارات و جوایز
بریم در سال ۱۹۸۵ به عنوان مهمان افتخاری در جشن تولد ملکه بریتانیا شرکت کرد. او دکترای افتخاری از دانشگاه سوروی و لیدز را در سال ۱۹۸۴ دریافت کرد.
او به عنوان عضو افتخاری آکادمی موسیقی سلطنتی در سال ۱۹۶۶ انتخاب شد.
در سلا ۱۹۸۸ او عضویت افتخاری انجمن سلطنتی فیلارمونیک را کسب کرد و در سال ۱۹۹۶ جایزه فیلارمونی سلطنتی جامعه نوازندگان را از آن خود کرد.